# ويزارد (مجلة)
مجلة ويزارد والتي كانت تسمى سابقًا (ويزارد: مجلة دليل القصص المصورة)، مجلة تعنى بالقصص المصورة والترفيه وثقافة البوب وتنشر بشكل شهري في الولايات المتحدة من قِبل ويزارد انترتينمنت بدايةً من يوليو 1991م وحتى يناير 2011م. وتشتمل على مواضيع مثل دليل أسعار القصص المصورة، كتباً للقصص المصورة، والأفلام والأنيمي، وأخباراً لجامعيّ القصص المصورة، إضافةً إلى مقابلات وتقييمات لبعض القصص المصورة.

## تاريخ النشر
أُطلقت مجلة ويزارد في يوليو 1991م. وفي إصدارها السابع، تحولت المجلة إلى الورق المطلي والطباعة الملونة. دعمت مجلة ويزارد بقوة الناشرين الجدد فاليانت كوميكس وإميج كومكس، وروجت بقوة لإصداراتهم الجديدة.
بفضل قيم الإنتاج المتطورة وتجسيداً لطفرة مضاربي القصص المصورة، حققت المجلة نجاحًا فوريًا، حيث تداولت أكثر من 100000 نسخة شهرياً منها.
أنتجت المجلة أيضًا عدداً من المجلات التابعة المخصصة لاهتمامات مماثلة مثل "توي فير" للألعاب وشخصيات الأكشن، و"انكوست جيمر" لبطاقات الألعاب القابلة للجمع، و"أنمي انسايدر" للمهتمين باللأنمي والمانغا، و"توي ويشز" لعشاق الألعاب.
في عام 2006م، جُددت المجلة بإضافة المزيد من الصفحات، وتحولت من "التجليد المثالي" أو المظهر الخالي من الدبابيس، إلى شكل المجلة الأكثر تقليدية. بعد الإصدار رقم 200، أجرت ويزارد انترتينمنت العديد من التغييرات على المجلة، وحولت التركيز من التقييمات والفكاهة إلى معلومات حول القصص المصورة القادمة وصناعة القصص المصورة ككل. أُلغيَ قسم "الكلمات السحرية" المكون من ثلاث صفحات، والذي يتكون من أسئلة القراء واستبدل بـ "بريد المعجبين"، وهو قسم من نصف صفحة يحتوي على ثلاث رسائل قصيرة (وغالباً ما تكون فكاهية).
في نوفمبر 2006م، اُقيل رئيس التحرير والمؤسس المشارك بات ماكالوم، بعد أكثر من عقد مع الشركة، ورفضت ويزارد ذكر سبب إقالته. في 21 فبراير 2007م، تم الإعلان عن سكوت جراملينج كرئيس تحرير جديد. بعد فترة وجيزة، أُبعد المحرر بريان كننغهام عن العمل في المجلة في أغسطس 2008م إضافةً إلى مدير التحرير مايك كوتون؛ في 27 فبراير 2009م، قامت ويزارد بتسريح 10٪ من موظفيها، بما في ذلك كتابها الثلاثة، من أجل إفساح المجال للكتّاب المستقلين.
أعيد إصدار المجلة بالعدد 228 في أغسطس 2010م، والذي ظهر فيه مارك ميلار كضيف محرر، عادت المجلة إلى جذورها كمجلة قصصية مصورة وتضمن العدد غلاف فيلم الدبور الأخضر ومناقشة مع المبدعين في صناعة أفلام القصص المصورة.
على الرغم من كل هذه التغييرات، إلا أن المجلة كانت تخسر المشتركين بمعدل لا يمكن تحمله. بحلول ديسمبر 2010م، كانت ويزارد انترتينمنت توزع 17000 نسخة فقط من المجلة. في 24 يناير 2011م، أكد ريتش جونستون من موقع "بليدينق كول" أن المجلة ستتوقف عن النشر، وأن جميع موظفيها تقريباً قد تم تسريحهم، وأن جميع الارتباطات المستقلة للمجلة قد ألغيت. تم تأكيد ذلك في وقت لاحق من ذلك اليوم من قبل ويزارد انترتينمنت، التي كشفت أيضاً عن إلغاء المجلة الشقيقة "توي فير". وفقًا لممثلي المنشور، أعيد إطلاق مجلة ويزارد في فبراير 2011م كمجلة رقمية باسم عالم ويزارد. الذي أتيح العدد الأول منه في 2 مارس 2011م عبر الإنترنت وعبر قنوات التوزيع الرقمية الرئيسية.

## خصائص المجلة
مرت المجلة بمجموعة متغيرة باستمرار من الأقسام، بما في ذلك:
- رف الكتب- وصف موجز لإصدارات الكتب المصورة الشهرية.
- أفضل 10 كتاب وفنانين- قوائم رسوم بيانية لأشهر كتاب وفنانيّ الشهر، مقسمين على عدة فئات.

كما شملت المجلة عدداً من الأقسام التي أُزيلت لاحقاً ومنها:
- نداء تمثيل- قسم يُقترح فيه طاقم تمثيل "مثالي" للتمثيل كأبطال أفلام كتب قصص مصورة محتملة. ظهر فيما بعد هذا القسم بشكل متقطع.
- اخر الرجال الصامدين- "مواجهة" يحلم بها المعجبين وتكون بين شخصيتين أو فريقين مختلفين من كتب القصص المصورة، من شركات و/أو أكوان مختلفة. يُفصّل هذا القسم مواجهة حاسمة موجزة بين الاثنين، بما في ذلك الشخصية المنتصرة، ويكون مصحوباً برسم توضيحي حصري (عادةً ما يكون مرسوماً من قبل فنان رفيع المستوى) يصور المعركة.

## العروض الحصرية
تتميز كلٌ من مجلة ويزارد وتوي فير بعروض على بضائع أبطال القصص المصورة الحصرية، ترسل بالبريد لمقتنييّ المجلتين. بدأت ويزارد انترتينمنت بإنتاج إصدارات خاصة سميت بـ (ويزارد ½)، وهي عبارة عن أعداد خاصة من سلسلة الكتب المصورة الرئيسية المستمرة والتي تتضمن قصصًا مستمرة تكمل الإصدارات المنشورة في السلسلة العادية، تم ترقيم الأعداد بالنصف(½) حتى لا يختل نظام الترقيم المستمر للسلسلة العادية. كما تتضمن مجلة ويزارد أعداد الحزمة المجانية والتي تُرقم باسم (ويزارد #صفر).

## جوائز معجبين ويزارد
قدمت المجلة جوائز معجبين ويزارد سنوياً لأعمال مميزة في صناعة القصص المصورة بدءاً من 1993م وحتى 2006م. في عام 1993م، قُدمت الجوائز في دراغون كون؛ في عام 1994م، قُدمت في معرض فيلادلفيا للكتب المصورة الذي تقوم عليه "شركة المؤتمرات الشرقية الكبرى" الترفيهية؛ في عام 1995م انتقلت الجوائز إلى أخر موقع لها "شيكاغو كوميك كون" والذي أعيدت تسميته فيما بعد باسم "ويزارد وورلد شيكاغو"، وهنالك بقيت طوال الفترة المتبقية من وجودها.

## روابط خارجية
- حيث يذهب الأبطال الخارقين إلى Industry News - مقالة New York Times على Wizard
- مجلات المعالج المؤرشفة على أرشيف الإنترنت